# Incanotus atricoxatus
Incanotus atricoxatus är en insektsart som beskrevs av Max Beier 1960. Incanotus atricoxatus ingår i släktet Incanotus och familjen vårtbitare. Inga underarter finns listade i Catalogue of Life.